# Bartolomeo Veratti
Bartolomeo Veratti (Modena, 1809 – Modena, 2 aprile 1889) è stato un giurista, giornalista e filologo italiano, ma viene ricordato soprattutto per il suo importante contributo alla storia delle matematiche.

## Biografia

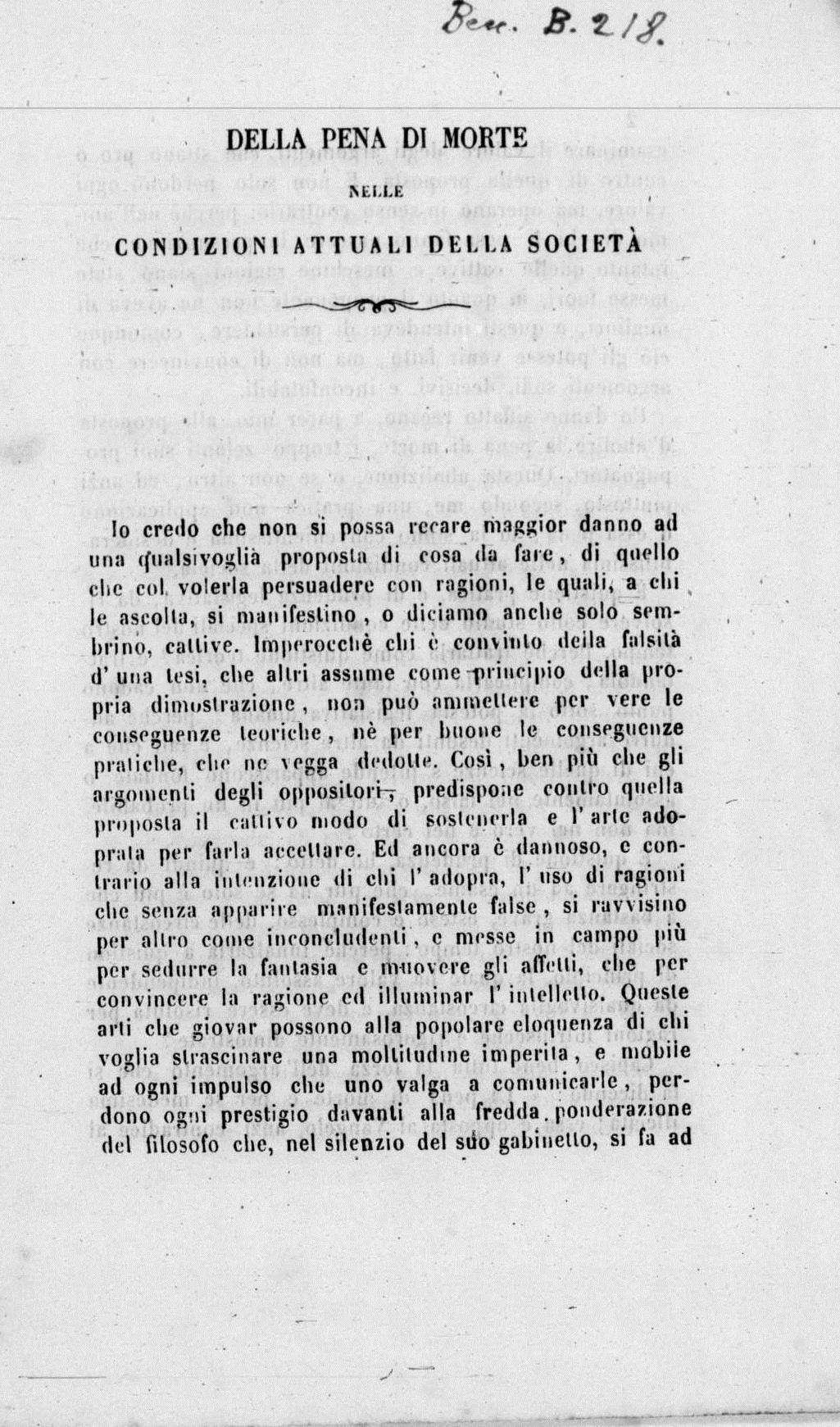
Della pena di morte nelle condizioni attuali della società, 1866

Nacque a Modena nel 1809, primo degli undici figli di Giambattista Veratti, avvocato e professore di Diritto penale presso l'Università di Modena. 
Il padre ottenne la carica di presidente del Supremo Tribunale di Giustizia dal duca Francesco IV, ma morì nel 1824, dopo addirittura sette suoi figli.
Bartolomeo intraprese la carriera paterna, laureandosi in legge nel 1831: in gioventù si schierò coi legittimisti, convinti sostenitori del duca.
La sua "tribuna di propaganda" fu la Voce della Verità, giornale voluto da Francesco IV dopo i moti del 1831. 
Significative queste sue parole, che mostrano la sua forte e salda determinazione alla causa, qualità per le quali fu molto ammirato.
Nel 1835 il fratello Francesco fu arrestato per aver organizzato un complotto e affiliato alla Giovane Italia: riuscì poi ad evadere dal carcere (le guardie erano compiacenti verso la famiglia Veratti), fuggendo all'estero.
La famiglia rimase sconvolta da questo evento: la madre morì, e Bartolomeo dimenticò ogni fervore politico e religioso, rimanendo però fedele al Duca.
Fu aggregato alla Reale Accademia di Scienze, Lettere e Arti di Modena nel 1841.
Continuò la sua attività giornalistica, fondando e dirigendo gli Opuscoli Religiosi, Letterari e Morali nel 1857. La rivista prolungava idealmente le Memorie di Religione, di Morale e di Letteratura, fondate e guidate da monsignor Giuseppe Baraldi nei primi decenni del secolo, dopo la morte del quale erano proseguite come Continuazione delle Memorie di Religione, di Morale e di Letteratura. Agli Opuscoli Veratti dette seguito con gli Studi Letterari e Morali.
Scrisse saggi in ambito storico, filologico, linguistico, per la quasi totalità reperibili nelle riviste ora citate.
Conosceva quasi tutte le lingue europee, assieme al latino, al greco classico e all'ebraico.
Fu professore di diritto nell'Università di Modena e presidente del Collegio degli avvocati di Modena fino a quando ne fu rimosso da Farini, con la proclamazione del Regno d'Italia.
Morì a Modena nel 1889.

### Veratti storico delle matematiche
Il suo rapporto con la matematica fu sempre di amore, e anche di parziale rimpianto, come indicano bene queste parole, riportate dal nipote e figlio adottivo Giambattista Rossi Veratti, nel necrologio per lo zio.
Sono contento per altro d'aver dato questa consolazione alla mia povera madre...»
Fra gli anni 1854-1864 si prodigò in saggi di carattere storico-matematico, utilizzando appieno la propria esperienza di letterato e conoscitore del latino e del greco.
Cinque sono i titoli a noi giunti: essi sono riportati in una memoria storiografica di Pietro Riccardi, studioso divenuto famoso per la fondamentale opera Biblioteca Matematica Italiana dalla origine della stampa ai primi anni del secolo XIX, repertorio di scritti e articoli di carattere matematico dall'invenzione della stampa fino ai primi dell'Ottocento: è notevole notare come i due studiosi vissero quasi contemporaneamente nella stessa città, e come, a distanza di 10 anni, misero a compimento due opere "complementari", pur non avendo avuto contatti tra loro, a causa delle divergenti idee politiche.

## Opere

### De' matematici italiani anteriori all'invenzione della stampa

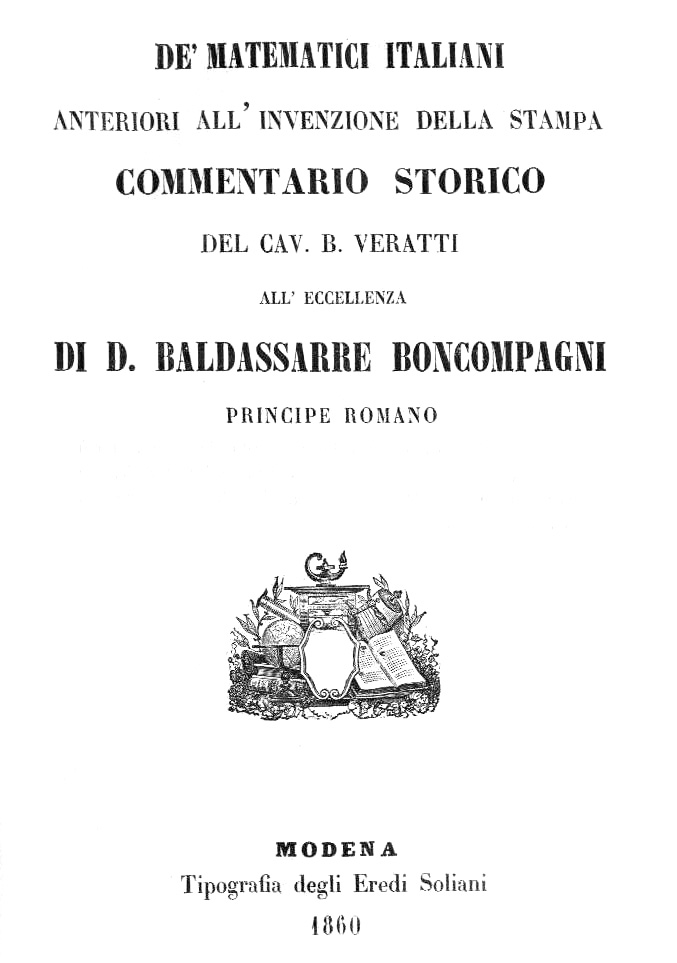
Frontespizio dell'edizione originale del 1860

Sicuramente l'opera più importante di Veratti, uscì in un primo momento suddivisa in varie parti, per poi essere ricomposta in un unico volume, dedicato al principe Baldassarre Boncompagni, figura di primissimo piano fra gli storici italiani delle matematiche.
Si presenta come un agile libretto, di facile lettura e di carattere quasi divulgativo: è nelle note che Veratti però infonde tutta la propria cultura ed erudizione, discutendo tesi di vari autori e mettendole spesso a confronto. Esse risultano così vastissime: sulle 96 pagine del commentario storico, le note sono 175.
Il trattato parte da Boezio (VI secolo) per arrivare a Luca Pacioli, la cui opera principale fu stampata (Summa de Arithmetica) nel 1494.
Nei primi secoli i matematici furono prevalentemente fra gli astronomi, gli astrologi ed i monaci: Veratti cita anche Platone da Tivoli, traduttore dall'arabo e dall'ebraico del XII secolo, e Gherardo da Cremona, del XII secolo.
Intorno all'anno mille, a parte ricordare monumenti importanti, in cui la matematica applicata fu utilizzata per opere architettoniche della portata della Cattedrale di Modena e dei Navigli milanesi, Veratti si sofferma sulla figura di Gerberto, il futuro papa Silvestro II, nei cui scritti accennava ad un sistema di numerazione simile a quello arabo.
Da qui parte la lunga digressione su Leonardo Pisano Fibonacci, a cui va la gloria di aver determinata la rinascita in Europa delle scienze esatte: importò infatti la numerazione araba, oltre che l'Aritmetica e l'Algebra.
Vengono inoltre citati numerosi maestri delle scuole d'abaco, nate in seguito all'opera di Fibonacci: Massolo da Perugia, Frate Leonardo da Pistoia, Paolo dell'Abaco, Giovanni di Bartolo.
Fra i cultori di scienza, Veratti annota anche Dante, Petrarca e Boccaccio.
Del primo ricorda citazioni ormai famose della Divina Commedia, mentre Petrarca fu appassionato di geografia e Boccaccio disponeva bene dell'aritmetica utile al commercio, avendo studiato da mercante.
L'autore passa poi ad analizzare la situazione in varie città italiane (Parma, Bologna, Ferrara, Padova), soffermandosi sulla differenza di Genova e Venezia: infatti in queste città si coltivò moltissimo l'aritmetica di Fibonacci (detta dunque aritmetica mercantile) e la trigonometria, utile alla navigazione.
Nel 1980 l'opera di Veratti è stata ristampata dalla Casa Editrice Forni di Sala Bolognese, in seguito proprio alla ristampa della Biblioteca Matematica Italiana di Riccardi.

### Sopra la terminologia matematica degli scrittori latini
Probabilmente la seconda opera per importanza di Veratti a carattere storico-matematico.
È divisa in due parti, di cui la prima è un sunto dell'Arithmetica di Boezio, celeberrimo matematico, filosofo e statista dell'antica Roma, e la cui filosofia della matematica sta alla base di tutte le scuole monastiche medioevali.
Egli scrisse un trattato d'Aritmetica e uno di Geometria: il primo, è in parte un compendio di quello di Nicomaco, ed entrambi i testi furono ampiamente rimaneggiati durante il Medioevo, senza che ne venisse cambiato il nome dell'autore.
Nel sunto lo storico modenese si preoccupò soprattutto di passare in un linguaggio scientifico moderno ciò che il matematico latino aveva espresso: operò dunque, secondo le sue stesse parole, una «traduzione dalla terminologia [di Boezio] nel linguaggio presente della scienza».
E nella seconda parte, Veratti, coll'esperienza e lo sguardo del filologo e storico di scienza, scrisse un

### Del vaglio d'Eratostene e della illustrazione fattane da Samuele Horsley negli Atti della R. Società di Londra
Il matematico Eratostene da Cirene, del III secolo a.C. ci ha lasciato un semplice e celeberrimo metodo per costruire tavole di numeri primi, detto appunto Vaglio o Crivello di Eratostene.
Esso consiste nello scrivere i numeri dispari in fila (infatti l'unico numero primo pari è il 2) e, partendo dal 3, cancellare tutti i multipli di 3.
Secondariamente, passare al primo numero non cancellato, cioè 5, e cancellare tutti i multipli di 5. 
Procedendo così, tutti i numeri non cancellati saranno numeri primi (non essendo multipli di nessun numero (a parte l'1 e sé stessi), non hanno divisori).
Ma esso è utile anche per costruire appunto tavole di divisori di numeri: al posto di cancellare un numero (quando multiplo del numero preso in esame), si può scrivere sotto lo stesso il nostro divisore. 
Quando i divisori sono numeri primi, sono detti fattori primi. 
Per esempio, il 15 avrà sotto di sé il 3 ed il 5, che sono appunti i suoi fattori primi.
Quindi abbiamo una duplice utilità:
1. possiamo capire se un numero è primo
2. possiamo capire se due numeri sono primi fra loro, confrontando i suoi fattori primi.

Questa interpretazione è stata tramandata a noi da Nicomaco e Boezio, e la tesi dell'Horsley è che fu un'aggiunta loro, non presente in Eratostene; inoltre, egli mostra di stimare molto poco entrambi.
Questo perché secondo lui Eratostene avrebbe avuto altri metodi per scoprire se due numeri sono primi fra loro, ed il suo genio che ricercava sempre la semplicità gli avrebbe fatto desistere da questa tecnica complicata.
Veratti contrasta fortemente con questa visione, credendo nell'aderenza all'autore originale di Nicomaco e Boezio.
Nota, non senza sarcasmo, che:
e a un'ipotesi sul nome dei numeri primi:

### Ricerche e congetture intorno all'arithmetica degli antichi romani
Si dice che un giorno, mentre era in una chiesa di Scandiano, Veratti notò due numeri romani iscritti su una lapide e si chiese come i Latini facessero ad eseguire i calcoli. Operò alcune ricerche in merito e, non avendo trovato nulla, si mise egli stesso a riflettere sull'argomento. 
Nella nota ci viene mostrato come fosse relativamente semplice compiere alcune operazioni, utilizzando una tavola d'abaco. 
Evidentemente, la più comoda è l'addizione, data la natura non posizionale ma additiva della notazione romana.
Inoltre, se si utilizza la notazione additiva e non sottrattiva (es. IIII invece che IV), anche la sottrazione risulta semplice. 
Notiamo nell'esempio XXVIII-XVI=XII che il risultato si trova togliendo i termini del secondo numero dai termini del primo. 
Anche la moltiplicazione è piuttosto meccanica: basta moltiplicare i termini dei due numeri, uno a uno, senza un ordine preciso, e sommare i vari risultati. 
La divisione è invece più complicata. Si accorge che, mentre nel nostro sistema di numerazione una cifra può essere contenuta al massimo nove volte dentro un'altra, 
con le lettere romane si ha un massimo di quattro per i simboli I, X, C, M,... e un massimo di uno per V, L, D,... 
Veratti si interessa inoltre dell'elevamento a potenza, dell'estrazione di radice, dalla rappresentazione dei grandi numeri.

### Altre
- Un viaggetto nella Luna - di N.N. accademico tassoniano, Modena, Tipografia camerale, 1836 (attribuito). Un racconto fantastico satirico pubblicato anonimo, precursore della fantascienza in Italia.[9][10]
- Della pena di morte nelle condizioni attuali della società, Modena, eredi Soliani, 1866.

### Opere su Bartolomeo Veratti
- Storici modenesi dell matematiche. Bartolomeo Veratti, di Franca Degani Cattelani in «Atti e memorie della Deputazione di Storia Patria per le antiche province modenesi», Estratto, Serie XI, Vol. X, Modena, Aedes Muratoriana, 1988.
- Giuseppe Rosa, Alcune notizie inerenti alla famiglia Rossi-Veratti di Modena, s.n., s.l., 1992.

### Opere di Bartolomeo Veratti
- De' matematici italiani anteriori all'invenzione della stampa, Commentario storico del Cav. B. Veratti all'Eccellenza di D. Baldassarre Boncompagni principe romano, Modena, Tipografia Eredi Soliani, 1860; ristampa: Arnaldo Forni Editore, Sala Bolognese, 1980.
- Sopra la terminologia matematica degli scrittori latini, in «Memorie della R. Accademia di Scienze, Lettere ed Arti di Modena», Tomo V, (1863), Sez. Lettere, pp. 3–96 (presentata all'adunanza del 5 giugno 1862).
- Del vaglio d'Eratostene e dell'illustrazione fattane da Samuele Horsley negli Atti della R. Società di Londra, Modena, Tipografia Eredi Soliani, 1860; anche in «Memorie della R. Accademia di Scienze, Lettere ed Arti di Modena», Tomo III, (1861), Sez. Lettere, pp. 41–57 (letta nell'adunanza del 29 aprile 1858).
- Delle parole milione, bilione e trilione. (Lezione Accademica), in «Opuscoli Religiosi, Letterari e Morali», Ser. II, Tomo III (1864), pp. 291–299.
- Ricerche e congetture intorno all'arithmetica degli antichi romani, in «Opuscoli Religiosi, Letterari e Morali», Ser. II, Tomo II (1863), pp. 239–255; pp. 361–375; Ser. II, Tomo III (1864), pp. 105–119, pp. 413–427; Ser. II, Tomo IV (1864), pp. 241–251; pp. 419–437 (memoria iniziata a leggere il 31 maggio 1855).

Queste sono le 5 opere riportate anche da Riccardi nella sua memoria storica.